# Томасучи (Мачерата)
Томасучи је насеље у Италији у округу Мачерата, региону Марке.
Према процени из 2011. у насељу је живело 24 становника. Насеље се налази на надморској висини од 535 м.